# کوجاکوی (اردهان)
کوجاکوی (به ترکی استانبولی: Kocaköy) یک منطقهٔ مسکونی در ترکیه است که در اردهان واقع شده‌است.